# مسجد ولي باشا (ريثيمنو)

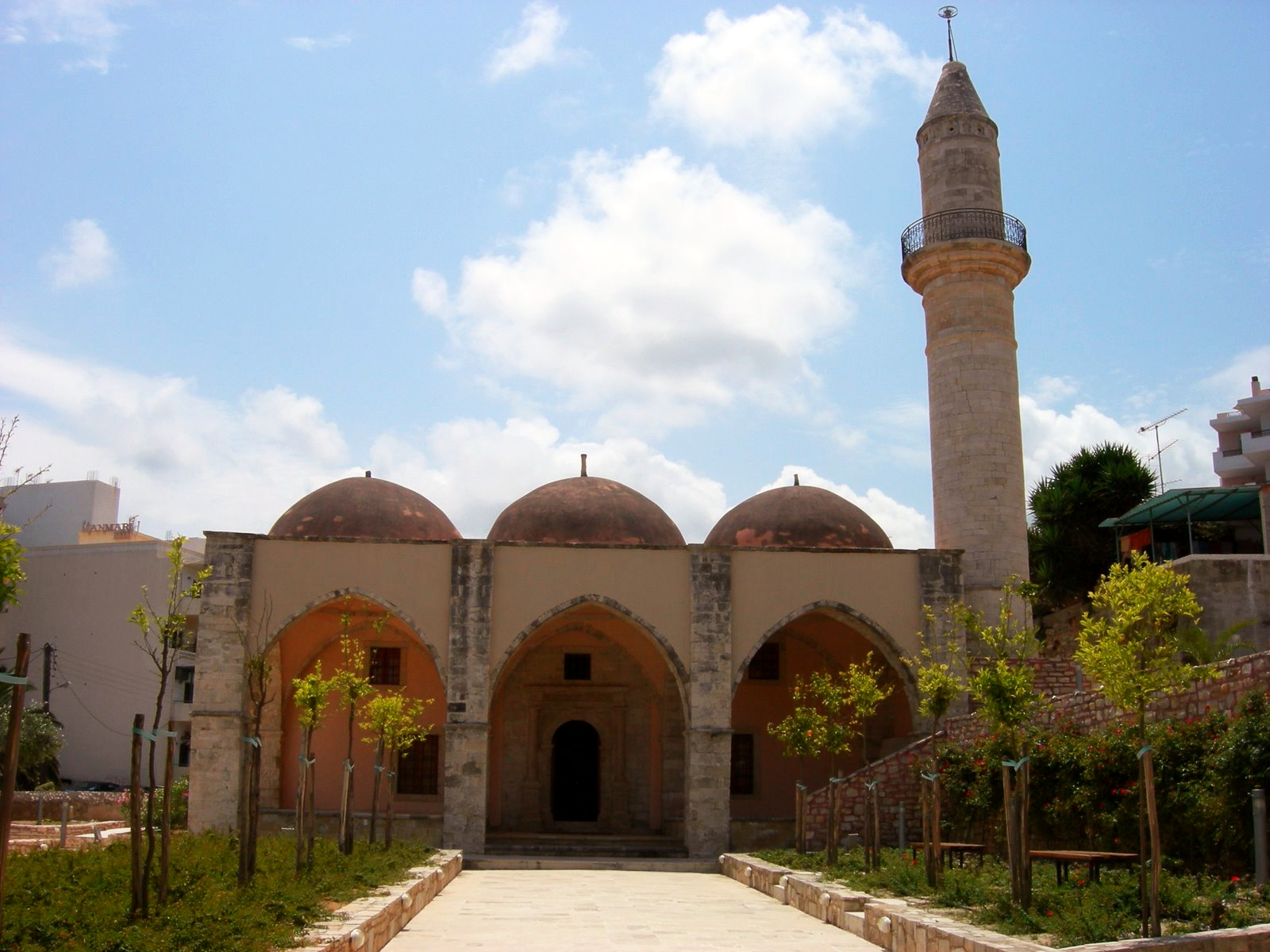
مآذن ريثيمنو، مسجد ولي باشا (ريثيمنو)

مسجد ولي باشا (ريثيمنو)، (باليونانية: Βελή Πασά Τζαμί)‏، (بالتركية: Veli Paşa Camii)‏، المعروف أيضًا باسم مسجد المصطبة (باليونانية: Τζαμί του Μασταμπά)‏،من موقعه ويضم حاليًا متحف الحفريات في ريثيمنو (باليونانية: Παλαιοντολογικό Μουσείο Ρεθύμνου)‏: هو مسجد تاريخي عثماني في مدينة ريثيمنو، كريت، في جنوب اليونان. تم بناؤه في الأصل في منتصف القرن السابع عشر بعد وقت قصير من سقوط ريثيمنو في أيدي العثمانيين، وهو الآن بمثابة متحف لما قبل التاريخ لجزيرة كريت.

## العمارة
مسجد ولي باشا (ريثيمنو) له سقف ذو ستة قباب صغيرة ورواق تعلوه ثلاث قباب أكبر، ليصل مجموعها إلى تسع قباب. كان مجمعه القديم يضم أيضًا ثلاثة عشر حجرة وتكية، وهي منشأة لتجمع الدراويش، الذين كانوا يتبعون الجيوش في تلك السنوات، ويلعبون دورًا مهمًا في التنشئة الاجتماعية للمسلمين في المناطق الحضرية والريفية.
يعود تاريخ مئذنته الطويلة الباقية بالكامل إلى وقت متأخر قليلاً عن المسجد نفسه؛ وفقًا للنقش الموجود عليها، فقد تم بناؤها في 1789، مما يجعلها أقدم مئذنة باقية في مدينة ريثيمنو. كما يحمل النقش عبارة "بارك الله فيك! سبحان الرب وامتنانه... قدمنا تبرعا وقمنا بتجديد المئذنة؛ ليسمع الأذان وعلى رحمة الله".

## أنظر أيضا
- الإسلام في اليونان
- قائمة المساجد السابقة في اليونان
- قائمة مساجد اليونان
- اليونان العثمانية